# Пловдивская международная ярмарка
Пловдивская международная ярмарка (болг. Международен панаир Пловдив) является крупнейшим торгово-выставочным мероприятием на территории Болгарии.

## История
Решение о проведении международной ярмарки было принято правительством Болгарии в 1891 году, в августе 1892 года в специально построенных павильонах была организована первая Пловдивская ярмарка, на которой были представлены достижения хозяйства страны.
14 апреля 1928 года Пловдив серьёзно пострадал от землетрясения, восстановление города затянулось в связи с началом всемирного экономического кризиса, однако после восстановления экономики страны было принято решение возобновить проведение ярмарки.
С 1933 года ярмарка проводится ежегодно, в 1936 году она получила официальное наименование Пловдивская международная ярмарка.
После начала Второй мировой войны Болгария объявила о нейтралитете (который сохраняла до присоединения к пакту «Рим — Берлин — Токио» 1 марта 1941 года), однако начало боевых действий привело к уменьшению количества участников и снижению значения мероприятия вплоть до окончания войны.
В 1940 году в ярмарке впервые участвовал СССР (был открыт отдельный советский павильон). В этом году мероприятие посетили 220 тыс. человек.
В 1948—1949 гг. был построен архитектурный ансамбль Международной ярмарки, который в дальнейшем в промежутках между ярмарками использовался в других массовых мероприятиях (так, в июне - июле 1981 года, в ноябре 1985 года и в июне - июле 1991 года под эгидой Международного бюро выставок в выставочном комплексе Пловдивской ярмарки проводились специализированные экспозиции Всемирной выставки). Кроме того, каждую осень в павильонах в течение десяти дней проходила Центральная выставка технического и научного творчества молодёжи Болгарии.
4 сентября 1979 года в советском павильоне была открыта экспозиция, посвященная советско-болгарским связям (к этому времени СССР занимал первое место во внешней торговле Болгарии).
Поскольку 1985 год был объявлен ООН Годом молодёжи, в апреле 1984 года правительство Болгарии предложило провести в Пловдиве выставку под девизом "Достижения молодых изобретателей в 1985 году". Инициативу поддержала Всемирная организация интеллектуальной собственности, и Международное бюро выставок приняло решение провести мероприятие под эгидой ООН. В результате, 4-30 ноября 1985 года в Пловдиве одновременно с международной ярмаркой (в которой участвовали 73 страны) была проведена Всемирная выставка достижений молодых изобретателей (в которой участвовали более 100 стран).
С 1991 года в Пловдиве выходит газета "Панаирен вестник".
С 1995 года комплекс Пловдивской ярмарки является местом проведения оружейной выставки "Хемус".